# Данн, Дэвид (шахматист)
Дэвид Джозеф Данн (англ. David Joseph Dunne; род. 27 февраля 1959, Дублин) — ирландский шахматист. Мастер ФИДЕ (1983).
Чемпион Ирландии (1979, c Эймоном Кио, 1981, с Филипом Шортом, и 1983). Победитель турнира Dublin Classic (1976, 1977, 1979, 1981, 1982, 1983), Kilkenny Congress (1984), Mulcahy Memorial (1978). В составе сборной Ирландии участник двух Олимпиад (1980—1982) и клубных чемпионатов Европы (1978—1980).

## Изменения рейтинга
| Графики недоступны из-за технических проблем. См. информацию на Фабрикаторе и на mediawiki.org. |